# Sōmei Satō
Sōmei Satō (japanisch 佐藤 聰明, Satō Sōmei; * 19. Januar 1947 in Sendai, Japan) ist ein japanischer Komponist. Seine Musik ist eine Fusion aus westlicher und japanischer Tradition (gendai hōgaku) und inspiriert von Shintō und Zen-Buddhismus.

## Leben
Mit 18 widmete sich Satō der westlichen Musik und brachte sich autodidaktisch das Komponieren bei. Er lebt zurzeit in Tokyo.
Er schrieb Auftragswerke u. a. für Thomas Buckner und das Kronos Quartet. Im Jahr 1999 wurden er und andere Komponisten von den New Yorker Philharmonikern und Kurt Masur eingeladen, das Stück Message for the Millennium zu komponieren.

## Werke
- Mantra (1986)
- Stabat Mater (1987)
- Homa für Sopran und Streichensemble (1988)
- Ruika für Cello und Streichensemble (1990)
- Toward the night für Streichensemble (1991)
- Kyokoku (1991)
- Music for the winds für Blockflöte
- Burning Meditation (1993)
- Kisetsu (1999)
- From the Depth of Silence (2000)
- Violinkonzert (2002)